# کارلوس کریستتو
کارلوس کریستتو (انگلیسی: Carlos Cristeto؛ زادهٔ ۱۳ مهٔ ۱۹۹۴) بازیکن فوتبال اهل اسپانیا است.
از باشگاه‌هایی که در آن بازی کرده‌است می‌توان به باشگاه ورزشی رئال مایورکا اشاره کرد.